# Église protestante de Gimbrett
L'église protestante de Gimbrett est une église du culte luthérien située sur le territoire de la commune de Berstett, dans la circonscription administrative du Bas-Rhin, dans la Collectivité européenne d’Alsace.

## Histoire
La présence d’un lieu de culte est mentionnée pour la première fois en 929, quand l’archevêque de Trèves Rudgard cède le hameau et sa « petite chapelle », qu’il ne peut administrer correctement du fait de la distance. Il est possible que la base de la tour soit un vestige de cette chapelle, à moins qu’elle n’appartienne à un édifice postérieur du XIe siècle. L’église est le siège d’une paroisse autonome au plus tôt à partir de 1322, mais ce statut est perdu lorsqu’elle est convertie au culte réformé en 1546 et devient dépendante de la paroisse protestante de Reitwiller. Le village appartenant aux Lichtenberg depuis l’apparition de cette famille à la fin du XIIe siècle, ceux-ci possèdent sur l’église certains droits, notamment celui de collation, c’est-à-dire le privilège de nommer le curé.
Les sources écrites de la deuxième moitié du XVIIe siècle signalent que l’église est en très mauvais état. La tour est notamment décrite comme ayant été ruinée pendant la guerre de Trente Ans. Des travaux sont effectués dans la nef en 1680, comprenant notamment le remplacement des fenêtres. Celle-ci est néanmoins détruite et reconstruite à neuf en 1728 en partie en raison de son état, mais surtout parce qu’elle est désormais trop petite pour la population locale. Un peu plus tard, en 1742, la tour est rehaussée d’un étage et la toiture entièrement refaite. La tour est toutefois de nouveau en mauvais état en 1785 et l’architecte qui l’examine en 1787 la considère pratiquement irréparable, ce qui n’empêche pas des réparations d’avoir lieu en 1786 et en 1806.
L’église est restaurée en 1913 sous la direction de l’architecte H. Salomon, mais doit faire l’objet de nouvelles réparations à la suite d’un incendie provoqué par la foudre le 17 juin 1927, qui rend l’église inutilisable jusqu’en mars 1928. La flèche est par ailleurs reconstruite en 1984.

## Architecture

### Tour de chœur
La tour de chœur présente un plan carré de 5,90 m de côté et compte quatre niveaux en élévation, soit un rez-de-chaussée formant chœur et trois étages, le tout coiffé par un flèche de charpente couverte d’ardoises. À l’exception des chaînages d’angles et des montants de certaines ouvertures réalisés en grès rose, la tour est entièrement couverte de crépi.
Le niveau de rez-de-chaussée est posé sur un socle parfois daté du VIIIe siècle ou du IXe siècle, mais dont la forme du profil visible du côté sud renvoie plutôt à des modèles du XIIe siècle. Ce rez-de-chaussée a deux particularités qui le rendent unique en Alsace : d’une part il est voûté en berceau et d’autre part il dispose à l’est d’une petite abside en cul-de-four légèrement décalée par rapport à l’axe et qui pourrait être postérieure à la construction de ce niveau. Cette abside est percée dans l’axe d’une fenêtre rectangulaire tardive du XVIIe siècle ou du XVIIIe siècle, tandis que le mur sud est ouvert par une fenêtre rectangulaire à meneau dotée à l’extérieur d’une grille en fer forgé. Cette fenêtre est probablement plus ancienne et pourrait dater du XVIe siècle. À l’ouest, la tour donne sur la nef par un arc triomphal en plein-cintre de style roman. À l’extérieur, dans l’angle nord-est, figure une sculpture grossière d’un visage humain grimaçant, qui pourrait dater du XIe siècle ou du XIIe siècle. Les pierres des chaînages sont également marquées par des creusements allongés probablement liés à l’aiguisage d’outils, tandis que l’abside semble avoir été décorée de lésènes, détruites à une date ultérieure.
Le premier étage est éclairé par des jours et le deuxième par des ouvertures en forme de trou de serrure. Ces dernières imitent des couleuvrinières, mais n’ont jamais eu de rôle défensif étant donné qu’elles datent au plus tôt du XVIIIe siècle et pourraient même avoir été faites au XIXe siècle ou au début du XXe siècle au vu des briques modernes présentes dans les embrasures. Au dernier niveau, la chambre des cloches ouvre sur l’extérieur de chaque côté par une fenêtre en arc brisé.

### Nef
La nef à simple vaisseau plafonné est de plan quadrangulaire et mesure 10,50 m de long pour 7,50 m de large. Elle donne sur l’extérieur par un portail à l’ouest et une porte au nord, cette dernière comportant le millésime 1728. Les murs nord et sud comportent également chacun deux fenêtres en plein cintre. L’intérieur est assez dépouillé, les peintures qui ornaient le plafond ayant disparu dans la seconde moitié du XXe siècle. Le sol conserve toutefois ses dalles en grès du XVIIIe siècle. Le mur ouest est occupé par la tribune soutenant l’orgue.

## Mobilier
L’église conserve sa chaire en bois et fer forgé, précédée d’un vestibule à lattes, et ses portes du XVIIIe siècle. L’orgue de 1858 provient des ateliers Stiehr et a été restauré par Link en 1913.